# Vuelta a España 2019 – 17. etap
17. etap kolarskiego wyścigu Vuelta a España 2019 odbył się 11 września na trasie liczącej 219,6 km. Start etapu miał miejsce w Aranda de Duero, a meta w Guadalajarze.
Zwycięzca etapu, Philippe Gilbert, osiągnął średnią prędkość 50,63 km/h, dzięki czemu pobił rekord najwyższej średniej na wyścigu powyżej 200 km.

## Klasyfikacja etapu
| \| Klasyfikacja etapu \| Klasyfikacja etapu \| Klasyfikacja etapu \| Klasyfikacja etapu \| Klasyfikacja etapu \| \| Kolarz \| Kolarz \| Państwo \| Drużyna \| Czas \| \| ------------------ \| ------------------ \| ------------------ \| --------------------- \| ------------------ \| \| 1. \| Philippe Gilbert \| Belgia \| Deceuninck-Quick Step \| 4h 20' 15" \| \| 2. \| Sam Bennett \| Irlandia \| Bora-Hansgrohe \| + 2" \| \| 3. \| Rémi Cavagna \| Francja \| Deceuninck-Quick Step \| + 2" \| \| 4. \| Dylan Teuns \| Belgia \| Bahrain-Merida \| + 2" \| \| 5. \| Wilco Kelderman \| Holandia \| Team Sunweb \| + 2" \| \| 6. \| Jonas Koch \| Niemcy \| CCC Team \| + 2" \| \| 7. \| Lawson Craddock \| Stany Zjednoczone \| EF Education First \| + 2" \| \| 8. \| Tim Declercq \| Belgia \| Deceuninck-Quick Step \| + 2" \| \| 9. \| Silvan Dillier \| Szwajcaria \| AG2R La Mondiale \| + 2" \| \| 10. \| James Knox \| Wielka Brytania \| Deceuninck-Quick Step \| + 6" \| |                  |                   |                       |            |
| |                  |                   |                       |            |
| Źródło: ProCyclingStats |                  |                   |                       |            |
| Klasyfikacja etapu |                  |                   |                       |            |
| Kolarz | Kolarz           | Państwo           | Drużyna               | Czas       |
| 1. | Philippe Gilbert | Belgia            | Deceuninck-Quick Step | 4h 20' 15" |
| 2. | Sam Bennett      | Irlandia          | Bora-Hansgrohe        | + 2"       |
| 3. | Rémi Cavagna     | Francja           | Deceuninck-Quick Step | + 2"       |
| 4. | Dylan Teuns      | Belgia            | Bahrain-Merida        | + 2"       |
| 5. | Wilco Kelderman  | Holandia          | Team Sunweb           | + 2"       |
| 6. | Jonas Koch       | Niemcy            | CCC Team              | + 2"       |
| 7. | Lawson Craddock  | Stany Zjednoczone | EF Education First    | + 2"       |
| 8. | Tim Declercq     | Belgia            | Deceuninck-Quick Step | + 2"       |
| 9. | Silvan Dillier   | Szwajcaria        | AG2R La Mondiale      | + 2"       |
| 10. | James Knox       | Wielka Brytania   | Deceuninck-Quick Step | + 6"       |

## Klasyfikacje po etapie

### Klasyfikacja generalna
| \| Klasyfikacja generalna \| Klasyfikacja generalna \| Klasyfikacja generalna \| Klasyfikacja generalna \| Klasyfikacja generalna \| \| Kolarz \| Kolarz \| Państwo \| Drużyna \| Czas \| \| ---------------------- \| ---------------------- \| ---------------------- \| ---------------------- \| ---------------------- \| \| 1. \| Primož Roglič \| Słowenia \| Team Jumbo-Visma \| 66h 43' 36" \| \| 2. \| Nairo Quintana \| Kolumbia \| Movistar Team \| + 2' 24" \| \| 3. \| Alejandro Valverde \| Hiszpania \| Movistar Team \| + 2' 48" \| \| 4. \| Tadej Pogačar \| Słowenia \| UAE Team Emirates \| + 3' 42" \| \| 5. \| Miguel Ángel López \| Kolumbia \| Astana \| + 3' 59" \| \| 6. \| Wilco Kelderman \| Holandia \| Team Sunweb \| + 5' 05" \| \| 7. \| Rafał Majka \| Polska \| Bora-Hansgrohe \| + 7' 40" \| \| 8. \| James Knox \| Wielka Brytania \| Deceuninck-Quick Step \| + 8' 03" \| \| 9. \| Carl Fredrik Hagen \| Norwegia \| Lotto-Soudal \| + 10' 43" \| \| 10. \| Dylan Teuns \| Belgia \| Bahrain-Merida \| + 12' 21" \| |                    |                 |                       |             |
| |                    |                 |                       |             |
| Źródło: ProCyclingStats |                    |                 |                       |             |
| Klasyfikacja generalna |                    |                 |                       |             |
| Kolarz | Kolarz             | Państwo         | Drużyna               | Czas        |
| 1. | Primož Roglič      | Słowenia        | Team Jumbo-Visma      | 66h 43' 36" |
| 2. | Nairo Quintana     | Kolumbia        | Movistar Team         | + 2' 24"    |
| 3. | Alejandro Valverde | Hiszpania       | Movistar Team         | + 2' 48"    |
| 4. | Tadej Pogačar      | Słowenia        | UAE Team Emirates     | + 3' 42"    |
| 5. | Miguel Ángel López | Kolumbia        | Astana                | + 3' 59"    |
| 6. | Wilco Kelderman    | Holandia        | Team Sunweb           | + 5' 05"    |
| 7. | Rafał Majka        | Polska          | Bora-Hansgrohe        | + 7' 40"    |
| 8. | James Knox         | Wielka Brytania | Deceuninck-Quick Step | + 8' 03"    |
| 9. | Carl Fredrik Hagen | Norwegia        | Lotto-Soudal          | + 10' 43"   |
| 10. | Dylan Teuns        | Belgia          | Bahrain-Merida        | + 12' 21"   |

### Klasyfikacja punktowa
| Klasyfikacja punktowa | Klasyfikacja punktowa | Klasyfikacja punktowa | Klasyfikacja punktowa  | Klasyfikacja punktowa |
| Kolarz                | Kolarz                | Państwo               | Drużyna                | Punkty                |
| --------------------- | --------------------- | --------------------- | ---------------------- | --------------------- |
| 1.                    | Primož Roglič         | Słowenia              | Team Jumbo-Visma       | 117 pkt               |
| 2.                    | Sam Bennett           | Irlandia              | Bora-Hansgrohe         | 94 pkt                |
| 3.                    | Tadej Pogačar         | Słowenia              | UAE Team Emirates      | 92 pkt                |
| 4.                    | Nairo Quintana        | Kolumbia              | Movistar Team          | 84 pkt                |
| 5.                    | Alejandro Valverde    | Hiszpania             | Movistar Team          | 82 pkt                |
| 6.                    | Philippe Gilbert      | Belgia                | Deceuninck-Quick Step  | 59 pkt                |
| 7.                    | Miguel Ángel López    | Kolumbia              | Astana                 | 52 pkt                |
| 8.                    | Alex Aranburu         | Hiszpania             | Caja Rural-Seguros RGA | 52 pkt                |
| 9.                    | Dylan Teuns           | Belgia                | Bahrain-Merida         | 51 pkt                |
| 10.                   | Lawson Craddock       | Stany Zjednoczone     | EF Education First     | 48 pkt                |

### Klasyfikacja górska
| Klasyfikacja górska | Klasyfikacja górska | Klasyfikacja górska | Klasyfikacja górska           | Klasyfikacja górska |
| Kolarz              | Kolarz              | Państwo             | Drużyna                       | Punkty              |
| ------------------- | ------------------- | ------------------- | ----------------------------- | ------------------- |
| 1.                  | Geoffrey Bouchard   | Francja             | AG2R La Mondiale              | 50 pkt              |
| 2.                  | Ángel Madrazo       | Hiszpania           | Burgos-BH                     | 44 pkt              |
| 3.                  | Tao Geoghegan Hart  | Wielka Brytania     | Team Ineos                    | 29 pkt              |
| 4.                  | Tadej Pogačar       | Słowenia            | UAE Team Emirates             | 25 pkt              |
| 5.                  | Jakob Fuglsang      | Dania               | Astana                        | 24 pkt              |
| 6.                  | Alejandro Valverde  | Hiszpania           | Movistar Team                 | 22 pkt              |
| 7.                  | Mikel Bizkarra      | Hiszpania           | Euskadi Basque Country-Murias | 22 pkt              |
| 8.                  | Sergio Henao        | Kolumbia            | UAE Team Emirates             | 21 pkt              |
| 9.                  | Sergio Samitier     | Hiszpania           | Euskadi Basque Country-Murias | 20 pkt              |
| 10.                 | Primož Roglič       | Słowenia            | Team Jumbo-Visma              | 20 pkt              |

### Klasyfikacja młodzieżowa
| Klasyfikacja młodzieżowa | Klasyfikacja młodzieżowa | Klasyfikacja młodzieżowa | Klasyfikacja młodzieżowa | Klasyfikacja młodzieżowa |
| Kolarz                   | Kolarz                   | Państwo                  | Drużyna                  | Czas                     |
| ------------------------ | ------------------------ | ------------------------ | ------------------------ | ------------------------ |
| 1.                       | Tadej Pogačar            | Słowenia                 | UAE Team Emirates        | 66h 47' 18"              |
| 2.                       | Miguel Ángel López       | Kolumbia                 | Astana                   | + 27"                    |
| 3.                       | James Knox               | Wielka Brytania          | Deceuninck-Quick Step    | + 4' 21"                 |
| 4.                       | Sergio Higuita           | Kolumbia                 | EF Education First       | + 28' 49"                |
| 5.                       | Ruben Guerreiro          | Portugalia               | Katusha-Alpecin          | + 31' 51"                |
| 6.                       | Amanuel Ghebreigzabhier  | Erytrea                  | Dimension Data           | + 34' 24"                |
| 7.                       | Kilian Frankiny          | Szwajcaria               | Groupama-FDJ             | + 39' 02"                |
| 8.                       | Tao Geoghegan Hart       | Wielka Brytania          | Team Ineos               | + 55' 03"                |
| 9.                       | Sepp Kuss                | Stany Zjednoczone        | Team Jumbo-Visma         | + 55' 26"                |
| 10.                      | Ben O’Connor             | Australia                | Dimension Data           | + 56' 40"                |

### Klasyfikacja drużynowa
| Klasyfikacja drużynowa | Klasyfikacja drużynowa        | Klasyfikacja drużynowa | Klasyfikacja drużynowa |
| Drużyna                | Drużyna                       | Państwo                | Czas                   |
| ---------------------- | ----------------------------- | ---------------------- | ---------------------- |
| 1.                     | Movistar Team                 | Hiszpania              | 199h 08' 40"           |
| 2.                     | Astana                        | Kazachstan             | + 32' 14"              |
| 3.                     | Team Jumbo-Visma              | Holandia               | + 1h 28' 59"           |
| 4.                     | Mitchelton-Scott              | Australia              | + 1h 53' 45"           |
| 5.                     | AG2R La Mondiale              | Francja                | + 2h 22' 50"           |
| 6.                     | Dimension Data                | Południowa Afryka      | + 2h 36' 02"           |
| 7.                     | Team Sunweb                   | Niemcy                 | + 2h 40' 35"           |
| 8.                     | Euskadi Basque Country-Murias | Hiszpania              | + 2h 45' 59"           |
| 9.                     | Deceuninck-Quick Step         | Belgia                 | + 2h 56' 42"           |
| 10.                    | Bahrain-Merida                | Bahrajn                | + 3h 01' 18"           |